# António Pequito Seixas de Andrade

António Pequito Seixas de Andrade

António Adriano Pequito Seixas de Andrade (Gavião, 10 de agosto de 1819 — Gavião, 3 de setembro de 1895) foi um advogado e político, conselheiro, par do Reino vitalício e ministro de Estado, que se destacou como dirigente do Partido Progressista. Foi ministro e Secretário de Estado dos Negócios Eclesiásticos e de Justiça no 29.º governo da Monarquia Constitucional (22 de julho de 1868 a 2 de agosto de 1869).

## Biografia
Nasceu em Gavião, Alto Alentejo, filho do desembargador João Pequito de Andrade e de sua esposa Perpétua Maria Aires de Oliveira Seixas.
Estudou direito na Universidade de Coimbra, onde obteve o grau de bacharel a 11 de julho de 1842. Aluno brilhante, foi o segundo estudante premiado do seu curso.
Ingressou na magistratura, tendo a 8 de julho de 1846 sido nomeado delegado do Procurador Régio na comarca de Portalegre. Contudo, pouco depois exonerou-se do lugar, dedicando-se à advocacia em Lisboa, onde se notabilizou na defesa de causas de grande importância.
Ingressou na política em 1851 ao ser eleito deputado pelo círculo de Portalegre nas listas do Partido Reformista, partido em que se filiara. Nas eleições gerais seguintes foi sucessivamente eleito deputado pelos círculos de Sardoal e de Nisa, permanecendo no parlamento até 1871.Integrou a Comissão de Revisão do Código Civil, o que lhe valeu receber carta de conselho.
Foi ministro e Secretário de Estado dos Negócios Eclesiásticos e de Justiça no 29.º governo da Monarquia Constitucional (22 de julho de 1868 a 11 de agosto de 1869), presidido pelo marquês de Sá da Bandeira. O governo é considerado o primeiro governo reformista pela medidas tomadas na administração, nomeadamente na saúde e obras públicas. Uma das medidas mais marcantes, foi a abolição da escravatura em 23 de fevereiro de 1869. Por estar doente apenas exerceu tais funções de 24 de julho de 1869 a 2 de agosto seguinte, sendo até então substituído por António Alves Martins.
Para além da abolição da escravatura, foi durante a sua gestão da pasta da justiça que foi preso e condenado o famoso bandoleiro e cacique político João Brandão, que com a sua quadrilha e ao serviço de diversos grupos políticos, aterrorizavam a província da Beira, particularmente o distrito de Coimbra.
João Brandão, que desde há muito gozava da protecção dos políticos locais que beneficiavam das chapeladas eleitorais por ele organizadas, foi condenado em 1870 ao degredo para Angola, onde morreu. O mérito pela prisão e condenação foi atribuído a Seixas de Andrade, que para garantir que o julgamento não seria manipulado pela influência política do acusado providenciou a nomeação de magistrados rigorosos e dificilmente manipuláveis. 
Enquanto membro do governo, foi agraciado pelo governo espanhol com a grã-cruz da Ordem de Carlos III.
Entretanto ingressara na administração pública, sendo nomeado chefe da 2.ª Repartição do Ministério da Justiça, mas demitiu-se em abril de 1869 alegando mau estado de saúde.
Em consequência do Pacto da Granja ingressou no Partido Progressista, assumindo um papel muito ativo nas lutas políticas, mantendo-se como membro da Câmara dos Pares do Reino até 1890. Nesse ano afastou-se da atividade política, mas fiel às tradições liberais fazia ouvir a sua voz a bem do que julgou útil e conveniente.
Ao seu carácter justo e austero aliavam-se os mais nobres sentimentos de caridade a filantropia. Dotou a Santa Casa da Misericórdia de Gavião com oito contos de réis, e no testamento deixou um prémio perpétuo para ser dado todos os anos à aluna pobre que mais se distinguisse na escola pública da sua freguesia de Gavião.